# Gattinoni
Gattinoni è una casa di moda italiana fondata nel 1946 da Fernanda Gattinoni a Roma. Grazie alla vicinanza dell'atelier aperto dalla Gattinoni in viale Toscana con l'Hotel Excelsior, la casa di moda ebbe modo di servire clienti illustri come Clare Boothe Luce, Evita Perón, Ingrid Bergman, Anna Magnani, Audrey Hepburn e Silvana Pampanini.
Vittorio Gallo realizza per la Astra Cinematografica il docufilm "Sete e Velluti" sulla moda italiana degli anni '50 colta negli ateliers romani delle case di moda Ferdinandi, Gattinoni e Garnett.

Vecchio logo di Gattinoni

Nel 1996 viene affiancata alla linea d'alta moda della maison, una collezione di prêt-à-porter dopo il restyling della griffe ad opera di Raniero Gattinoni, figlio della fondatrice del marchio, e di Stefano Dominella, attuale Presidente della maison, a cui vengono affiancati i marchi Gattinoni Boutique, Pret d'Immagine, Tempo, Gattinoni Basic, Gattinoni Softwear, Gattinoni Domus (biancheria per la casa) ed altri. Nel 1997 viene lanciato sul mercato il profumo Gattinoni, a cui segue un'intera linea di prodotti di bellezza del marchio. Nel 1993, dopo la prematura scomparsa di Raniero Gattinoni, il giovane designer Guillermo Mariotto assume la direzione creativa di tutte le linee Gattinoni. Oggi dirige creativamente e supervisiona la linea Gattinoni Couture, fiore all'occhiello della griffe di Via Toscana.
Nel 2002 la casa di moda Gattinoni su incarico dell'Esercito italiano ha disegnato le nuove divise dell'esercito. Si tratta della prima volta nella storia che tale incarico viene affidato ad una casa di moda.